# Нуриева, Гювара Джахангир кызы
Гювара Джахангир кызы Нуриева (азерб. Güvarə Cahangir qızı Nuriyeva; 1912, Елизаветполь — 1945, Ленинград) — советский инженер-металлург, первая женщина-азербайджанка — профессиональный металлург, а также первая женщина-азербайджанка, работавшая в металлургической промышленности.

## Биография
Гювара Нуриева родилась 28 апреля 1912 года в городе Елизаветполь Елизаветпольской губернии (ныне — город Гянджа в Азербайджане) в семье Джахангирхана Нуриева, который был сыном Бёюк-бека Нурибекова и Рахшанда-Султан-Ханум, являвшейся, в свою очередь, дочерью бывшего генерал-губернатора Азербайджана Бахмана Мирзы Каджара от его брака, согласно семейному преданию, с «египетской принцессой» Шахзаде-ханум.
В 1935 году Нуриева окончила металлургический факультет Ленинградского политехнического института. Впоследствии работала на заводе Красный Путиловец в Ленинграде (ныне — Кировский завод), в мартеновском цехе. Занимала должности инженера-технолога, мастера-металлурга, старшего инженера, начальницы цеха и др.
В годы Великой Отечественной войны Гювара Нуриева участвовала в разработке и применении на том же заводе технологии по свариванию специальных бронированных стальных марок для танков и антимагнитной стали для подводных лодок. Также она была организатором скоростного режима в металлургической технологии.
Погибла 30 апреля 1945 года на рабочем посту. В 2016 увидела свет книга Георгия Заплетина «Гювара. Жизнь как факел», рассказывающая о жизни Гювары Нуриевой.